# Hrabstwo Bolivar
Hrabstwo Bolivar (ang. Bolivar County) – hrabstwo w stanie Missisipi w Stanach Zjednoczonych. Obszar całkowity hrabstwa obejmuje powierzchnię 905,76 mil² (2345,91 km²). Według szacunków United States Census Bureau w roku 2009 miało 36 766 mieszkańców.
Hrabstwo powstało w 1836 roku. 

## Miejscowości
- Alligator
- Benoit
- Beulah
- Boyle
- Cleveland
- Duncan
- Gunnison
- Mound Bayou
- Merigold
- Pace
- Renova
- Rosedale
- Shaw
- Shelby
- Winstonville[4]

| Populacja hrabstwa w poprzednich latach | Populacja hrabstwa w poprzednich latach |
| Rok                                     | Liczba ludności                         |
| --------------------------------------- | --------------------------------------- |
| 1980                                    | 45 900                                  |
| 1990                                    | 41 875                                  |
| 2000                                    | 40 633                                  |
| 2005                                    | 38 641                                  |